# Ragnar Söderbergs stiftelse
Ragnar Söderbergs stiftelse är en svensk forskningsstiftelse som bildades 1960 av affärsmannen Ragnar Söderberg. Enligt stadgarna främjar Ragnar Söderbergs stiftelse ”vetenskaplig forskning och vetenskaplig undervisnings- eller studieverksamhet av landsgagnelig innebörd, varvid företrädesvis de ekonomiska, medicinska och rättsvetenskapliga områdena skola komma ifråga”. Ragnar Söderbergs stiftelse har sedan grundandet delat ut över en miljard kronor till förmån för svensk forskning.

## Verksamhet
Ragnar Söderbergs stiftelse stödjer disputerade unga forskare vid svenska universitet genom långsiktiga forskningslag, främst inom medicin, ekonomi och rättsvetenskap. Syftet är att möjliggöra för akademiskt yngre forskare att driva egna forskningsprojekt. Därutöver finansieras ett antal infrastruktur- och nätverksstöd i syfte att främja den vetenskapliga återväxten vid svenska universitet; Sveriges unga akademi grundades av Kungliga Vetenskapsakademien med ett initieringsanslag från Ragnar Söderbergs stiftelse.. 

## Sakkunnigprocess
För att ta fram underlag för besluten finns en beredningsorganisation av professorer från de svenska universiteten. Stiftelsen arbetar med en trestegsmodell. Ansökningarna bedöms av anonyma sakkunniga var och en för sig, därefter sammanträder varje ämnesområdes sakkunniga. Med underlag från de sakkunniga fattar styrelsen beslut ibland även med intervjuer som underlag.

## Styrelse
Ragnar Söderbergs stiftelses styrelse består av medlemmar av familjen Söderberg. Ordförande är Ragnar Söderbergs sondotterdotter Jenny Parnesten. Stiftelsen har ett kansli i centrala Stockholm. 

## Övriga satsningar
Stiftelsen är medgrundare till Swedish Foundations' Starting Grant, tillsammans med Familjen Erling-Perssons stiftelse, Kempestiftelserna, Olle Engkvists stiftelse och Stiftelsen Riksbankens Jubileumsfond. Utlysningen erbjuder en andra chans till finansiering för de unga forskare som, trots högsta betyg på ansökan om Starting Grant från Europeiska forskningsrådet får avslag på grund av budgetbegränsningar.
Stiftelsen har medfinansierat Olof A Söderbergs professur, Ragnar Söderbergs professur i ekonomi, Ragnar Söderbergs professur i nationalekonomi och Torsten och Ragnar Söderbergs professur i företagsekonomi vid Handelshögskolan i Stockholm.